# 5416 Estremadoyro
Az 5416 Estremadoyro (ideiglenes jelöléssel 1978 VE5) a Naprendszer kisbolygóövében található aszteroida. Eleanor F. Helin,  Schelte J. Bus fedezte fel 1978. november 7-én.